# الأسلوب السينمائي لكريستوفر نولان

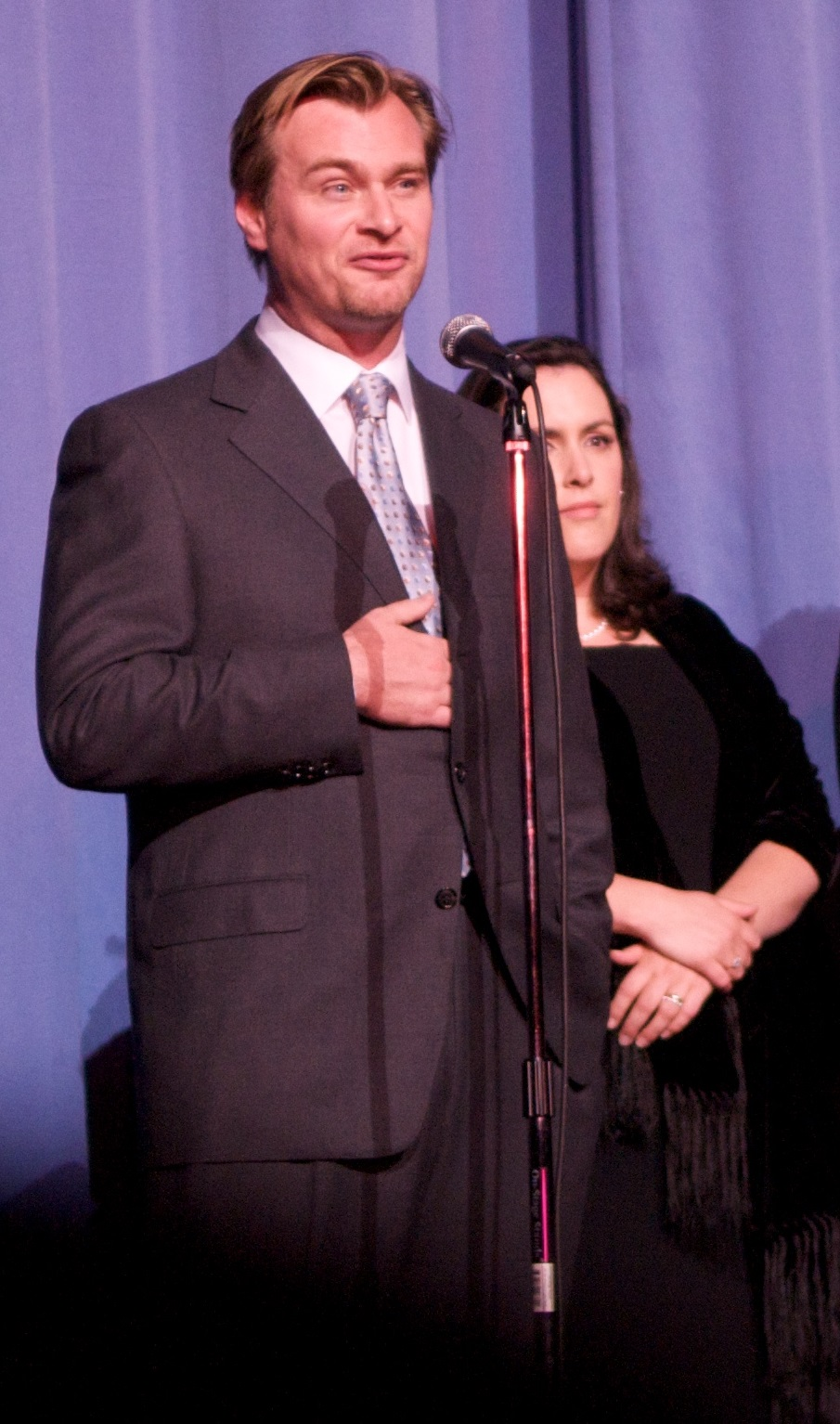
كريستوفر نولان في العرض الاول من فيلم فارس الظلام في لندن 2008.

كريستوفر نولان هو مخرج أفلام بريطاني أمريكي معروف باستخدامه الجماليات والموضوعات والتقنيات السينمائية التي يمكن التعرف عليها على الفور في عمله. نظرًا لكونه صانع أفلام مؤلفًا، فإن عمل نولان تنطوي غالبًا على التحرير الإهليلجي، والإضاءة على غرار الأفلام الوثائقية، وعمل الكاميرا المحمولة، والإعدادات الطبيعية، ومواقع التصوير الحقيقية على أعمال الاستوديو. تعد الروايات المضمنة والتقاطع بين الأطر الزمنية المختلفة مكونًا رئيسيًا في عمله، وغالبًا ما تعرض أفلامه مشاهد صوتية تجريبية وصورًا ومفاهيم مستوحاة رياضيًا. يفضل نولان التصوير على فيلم على الفيديو الرقمي ويدعو إلى استخدام مخزون أفلام عالي الجودة وبتنسيق أكبر. كما أنه يفضل التأثيرات العملية على الصور التي تم إنشاؤها بواسطة الحاسوب، وهو من دعاة المعرض المسرحي.
يستكشف عمله الموضوعات الوجودية والمعرفية مثل التجربة الذاتية والمادية وتشويه الذاكرة والأخلاق البشرية وطبيعة الزمن والسببية وبناء الهوية الشخصية. غالبًا ما تكون شخصياته مضطربة عاطفيًا، وموسوسة، وغامضة أخلاقيًا، وتواجه مخاوف وقلق الوحدة، والشعور بالذنب، والغيرة، والجشع. يستخدم نولان أيضًا تجاربه الواقعية كمصدر إلهام في عمله. أبرز موضوع متكرر له هو مفهوم الزمن؛ تلعب الأسئلة المتعلقة بطبيعة الوجود والواقع أيضًا دورًا رئيسيًا في جسم عمله.
شاركت زوجة نولان، إيما توماس، في إنتاج جميع تقاطيعه، وشارك في كتابة العديد من أفلامه مع شقيقه الأصغر، جوناثان نولان. ومن بين المتعاونين المتكررين الآخرين المحرر لي سميث والمصورين السينمائيين والي فيستر وهويت فان هويتما والملحن هانز زيمر ومصمم الصوت ريتشارد كينج ومصمم الإنتاج ناثان كرولي ومخرج اختيار الممثلين جون بابسيدرا. تتميز أفلام نولان بالعديد من الممثلين المتكررين، أبرزهم مايكل كين، الذي ظهر في ثمانية أفلام.